# مركز تقويم وتعليم الطفل
أسس مركز تقويم وتعليم الطفل (جمعية نفع عام)   عام 1984م مجموعة من الأمهات الكويتيات اللائي تحققن من أن أطفالهن يعانون صعوبات تعلم، ولم يجدن من ينصحهن محلياً، فكرن بالتالي في السفر إلى المملكة المتحدة والولايات المتحدة، حيث يمكن تشخيص حالات الأطفال هناك، ويوصى لهم بالبرامج اللازمة.
رأت هذه المجموعة أهمية إنشاء مركز في الكويت يشخص حالات الأطفال ذوي صعوبات التعلم، ويقدم لهم العلاج التعليمي المناسب، وبمساعدة الأهل والأصدقاء أنشئ المركز في الشويخ، وسُجِلَ كجمعية نفع عام، وتأهل بذلك لتلقى معونة سنوية من وزارة الشؤون الاجتماعية والعمل لمساعدة الأطفال الذين يعانون صعوبات تعلم.
يهدف المركز إلى مساعدة الأفراد ذوي صعوبات التعلم ومساندتهم وإلى تقديم خدماته لأسر هؤلاء الأفراد ومعلميهم وجميع من له صله بهم بغية التغلب على التحديات التي تمثلها صعوبات التعلم.
يبذل المركز جهوداً كبيرة على المستوى المحلي والإقليمي والعالمي حيث يهتم بتبادل المعلومات - المبنية على أسس علمية – باللغتين العربية والإنجليزية مع جهات مختلفة لتحقيق أهدافه في مجال زيادة الوعي، وإعداد المتخصصين، وتبادل الخبرات حول أفضل الطرائق للتشخيص والتعليم، وتقديم الدعم للأفراد ليتمكنوا من المساهمة الكاملة والإيجابية في المجتمع.
يفخر مركز تقويم وتعليم الطفل بكسب للكثير من التقدير، لا سيما في المملكة المتحدة والولايات المتحدة الأمريكية، كأحد أبرز المراكز العربية المتخصصة في مجال صعوبات التعلم.شهد المركز قفزة نوعية كبيرة بعد الانتقال إلى مبناه الجديد الكائن في منطقة السرة.